# استفانیا ساندرلی
استفانیا ساندرلی (به ایتالیایی: Stefania Sandrelli) (زاده ۵ ژوئن ۱۹۴۶ در توسکانی) بازیگر اهل ایتالیا است. شهرت او بخاطر ایفای نقش های بسیاری در سینمای سبک کمدی ایتالیایی است. او در سن ۱۴ سالگی با ایفای نقش در فیلم طلاق به سبک ایتالیایی در کنار بازیگر مشهور ایتالیا مارچلو ماسترویانی قدم در عرصه شهرت نهاد.

## فیلم‌شناسی

### سینما
| سال  | فیلم                  | عنوان اصلی            |
| ---- | --------------------- | --------------------- |
| ۱۹۶۱ | طلاق به سبک ایتالیایی | Divorzio all'italiana |
| ۱۹۷۱ | بطن سیاه رتیل         |                       |
| ۱۹۷۶ | ۱۹۰۰                  | Novecento             |
| ۱۹۸۰ | تراس                  | La terrazza           |
| ۱۹۸۳ | کلید                  | La chiave             |
| ۱۹۸۷ | خانواده               | La famiglia           |
| ۱۹۹۲ | خامون خامون           | Jamón, jamón          |
| ۱۹۹۶ | زیبایی ربوده‌شده       |                       |
| ۱۹۹۸ | شام                   | La cena               |
| ۲۰۰۳ | مردم رم               | Gente di Roma         |
| ۲۰۰۳ | یک تصویر ناطق         |                       |

### تلویزیون
- زیبایی زنان (۲۰۰۱–۲۰۰۳)